# Chionoxantha leucophaea
Chionoxantha leucophaea är en fjärilsart som beskrevs av George Francis Hampson 1916. Chionoxantha leucophaea ingår i släktet Chionoxantha och familjen nattflyn. Inga underarter finns listade i Catalogue of Life.